# 스사미역
스사미역(일본어: 周参見駅, すさみえき)은 일본 와카야마현 니시무로군 스사미정에 있는, 서일본 여객철도의 철도역이다. 기세이 본선이 지나가며, 기노쿠니 선 소속 열차들을 이용할 수 있다.

## 역 구조
지상역이다. 승강장은 단식 1면 1선, 섬식 1면 2선으로 총 2면 3선 구조이다. 역사는 단식 승강장 쪽에 있으며, 승강장과는 과선교로 이어져 있다. 2001년에 지어진 역사에는 스사미 주민공동체 플라자가 함께 들어서 있다.
기이타나베역이 관리하는 간이위탁역으로, 초록 창구를 영업하고 있다. 특급 열차 운행시에만 역무원이 개찰 관리를 한다.

### 승강장
| 1 | ■ 기노쿠니 선 | 기이타나베 · 와카야마 방면 |
| 2 | ■ 기노쿠니 선 | 구시모토 · 신구 방면       |
| 3 | ■ 기노쿠니 선 | 구시모토 · 신구 방면       |
| 3 | ■ 기노쿠니 선 | 기이타나베 · 와카야마 방면 |

## 역세권 정보
역 남서쪽에 시인 노구치 우조가 머무르던 스사미 온천이 있으며, 온천 주위로는 스사미 정에서 운영하는 국민여관이 있다.
- 스사미정사무소
- 구시모토 경찰서 스사미 파출소
- 와카야마 지방재판국 스사미 출장소
- 스사미 우체국
- 스사미오지 신사
- 국도 제42호선
- 스사미 해수욕장
- 일본 정부 지정 천연기념물 이네즈미 섬

## 역사
- 1936년 10월 30일 - 일본국유철도의 역으로 개업하였다.
- 1987년 4월 1일 - 민영화에 따라 서일본 여객철도의 소속이 되었다.

## 인접역
| 서일본 여객철도 기세이 본선 | 서일본 여객철도 기세이 본선 | 서일본 여객철도 기세이 본선 |
| --------------------------- | --------------------------- | --------------------------- |
| 미로즈 신구 방면            | ■ 기노쿠니 선 보통          | 기이히키 와카야마 방면      |